# Siewierz Jeziorna
Siewierz Jeziorna – dzielnica Siewierza, miasta w południowej Polsce w województwie śląskim w powiecie będzińskim. Pierwsza w Polsce dzielnica projektowana i budowana od podstaw wedle zasad zrównoważonego rozwoju.
W lipcu 2018 r. dzielnicę zamieszkiwało prawie 200 mieszkańców. W budowie znajduje się kolejne 160 mieszkań i domów. Docelowo ma tu zamieszkać 10 000 osób. Siewierz Jeziorna zajmuje powierzchnię 120 hektarów.

## Położenie
Dzielnica Siewierz Jeziorna leży w granicach miasta Siewierz i jest położona pomiędzy Zalewem Przeczycko-Siewierskim a drogą krajową nr 1.

## Inwestor
Projekt realizowany jest obecnie przez Chmielowskie sp. z o.o. Spółka ta jest częścią ALTA S.A., notowanej na warszawskiej giełdzie polskiej spółki akcyjnej. Wcześniejsza nazwa tej spółki to TUP S.A. (została zmieniona w czerwcu 2013 r.).

## Historia budowy
Prace nad koncepcją zagospodarowania terenu rozpoczęto w 2007 r. Celem było zbudowanie pierwszego w Europie ekologicznego miasteczka. Projekt zyskał nazwę Eko-Miasteczko Siewierz.

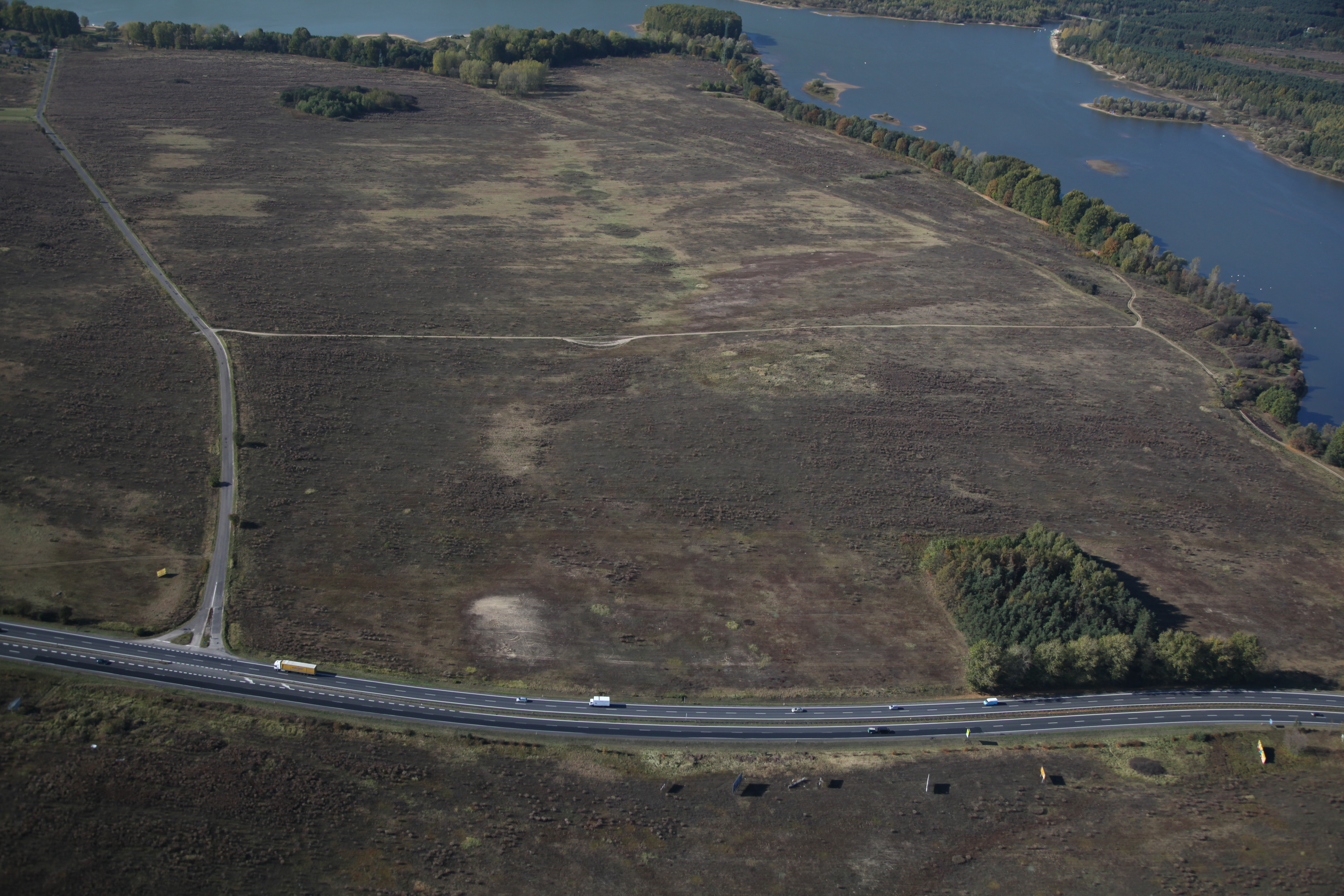
Teren Siewierza Jeziornej przed rozpoczęciem budowy dzielnicy

Pierwszym etapem prac było przygotowanie Miejscowego Planu Zagospodarowania Przestrzennego. Kluczowym elementem przygotowań była organizacja warsztatów urbanistycznych charrette. Metoda ta polega na tworzeniu koncepcji urbanistycznej w miejscu budowy, przy udziale m.in. lokalnych władz i mieszkańców.

Trzeba dobrze zrozumieć metodę charrette. Ma ona sens tylko wtedy, gdy się od niej zaczyna, gdy nie ma się wstępnych założeń. Inaczej warsztaty opóźniają proces, nie ma po co ich robić. My przystąpiliśmy do warsztatów w Siewierzu z zupełnie czystą tablicą. Nie wiedzieliśmy, co tam można zrobić. Do kupienia była świetnie położona działka, o tak dużej powierzchni, że można tam było prawie wszystko zrobić, łącznie z lotniskiem. Pytanie brzmi – co z tym zrobić? Jeżeli nie znasz na nie odpowiedzi i akceptujesz to, że możesz błądzić, zadajesz pytanie innym. Zrobiliśmy badania rynkowe cen, potrzeb biurowych, przemysłowych, dostępności zaopatrzenia w energię elektryczną i gazową, dostępności wody itd. Z wynikami na stole i otwartym pytaniem: „co tu robimy?” zaprosiliśmy do współpracy urbanistów z całego świata, ekspertów rynkowych, biznesmenów. Zaczęliśmy rysować, liczyć. Trwało to dwa tygodnie. W efekcie zaprojektowaliśmy tam miasto, z częścią przemysłową, usługowo-biurową itd. Ale niekoniecznie tak musiało być. Mogliśmy zaprojektować centrum logistyczne albo zakupowe. Oczywiście jednak, prowadzimy to w celu zarabiania pieniędzy, więc decyzja, że będzie tam miasto była kierowana potencjalnym zyskiem, który przy budowie miasta jest olbrzymi. To nie przypadek, że rozwój cywilizacji związany jest z budową miast.

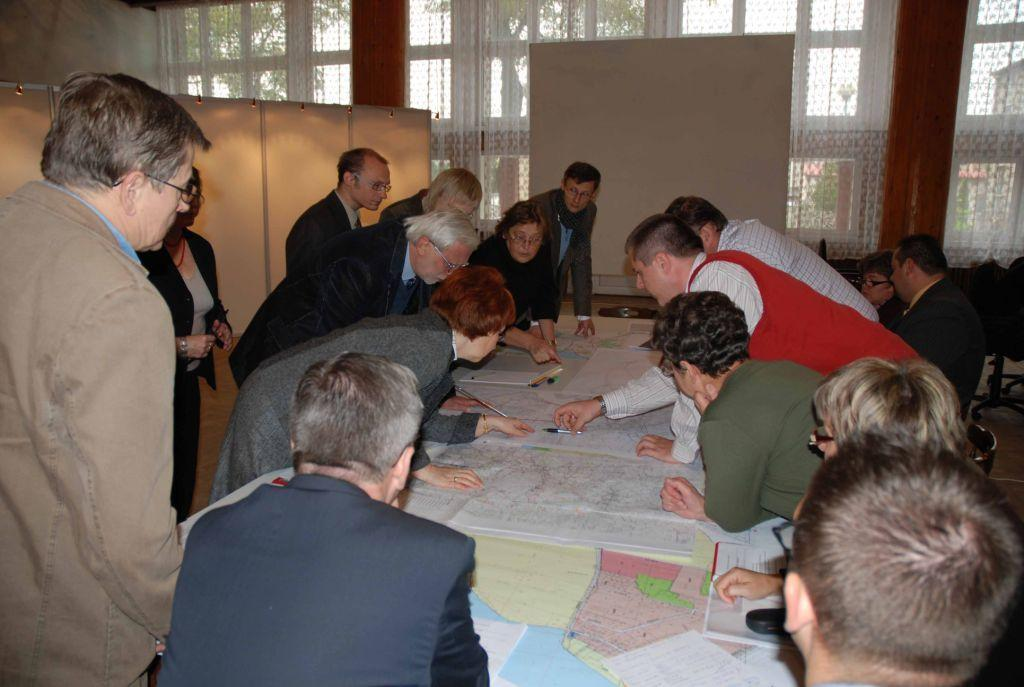
Warsztaty charrette w Siewierzu Jeziornej

Warsztaty prowadził Maciej M. Mycielski, architekt, urbanista, właściciel i główny projektant pracowni Mycielski Architecture & Urbanism – MAU. Metoda urbanistycznego planowania przestrzeni charrette stosowana była m.in. w USA i Wielkiej Brytanii. W Polsce była już wykorzystana przez firmę ALTA S.A. w poznańskiej Modenie, gdzie rewitalizowane były zabudowania dawnych zakładów odzieżowych.
Efekty warsztatów charrette opublikowano w połowie października 2007 r. Zgodnie z nimi Siewierz Jeziorna miał być „ekologicznym miastem-ogrodem” wprost nawiązującym do zasad nowego urbanizmu.

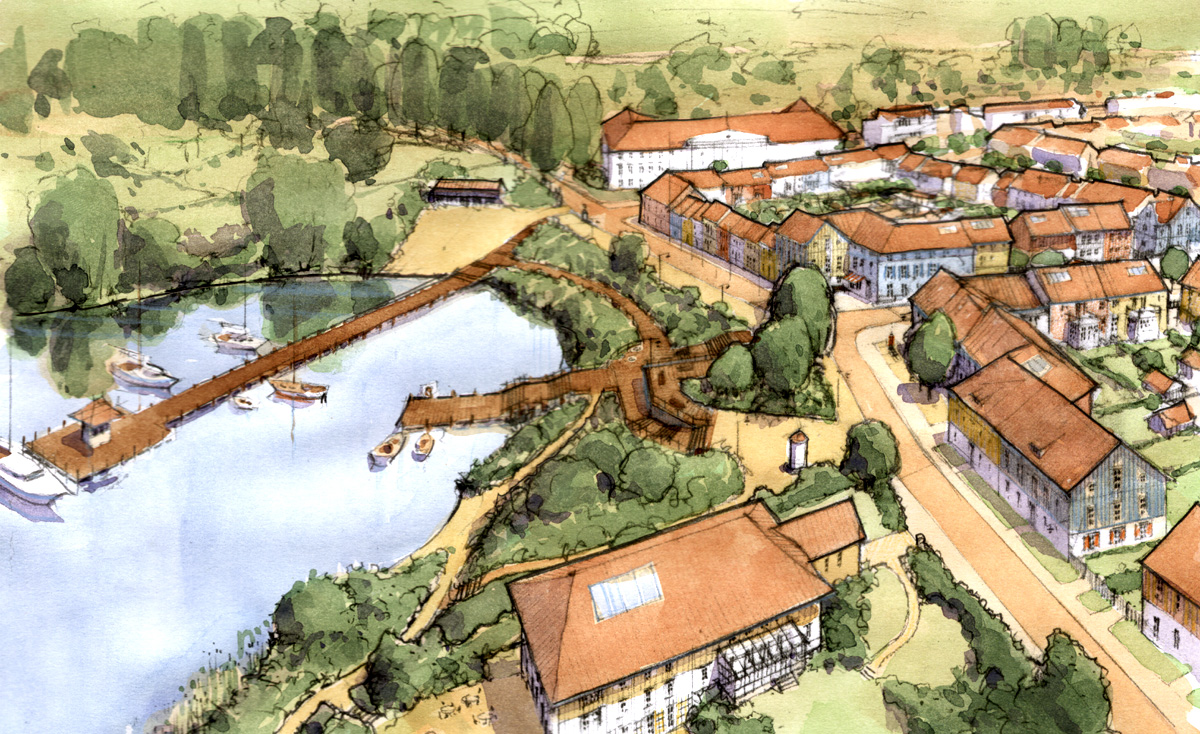
Efekty warsztatów charette

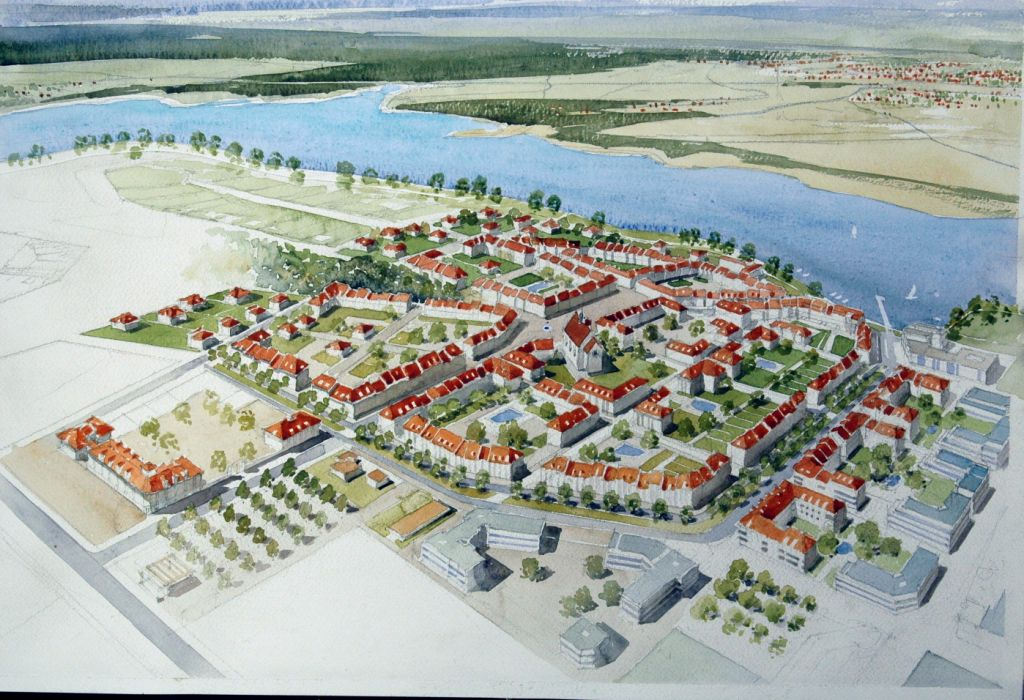
Efekty warsztatów charette

W ciągu 9 dni podczas warsztatów urbanistycznych Charrette w Siewierzu powstała gotowa koncepcja zabudowy 120 hektarów nad Zalewem Przeczycko-Siewierskim. Miasteczko będzie miało charakter ekologicznego miasta-ogrodu, zabudowanego niskimi kamieniczkami. W pierwszym etapie na około 44 h powstaną mieszkania w sumie ok. 160 tys. m² oraz biura około 60 tys. m², hotel z największym na Śląsku kompleksem konferencyjnym, rynek oraz port dla żaglówek.

Zgodnie z zapowiedziami przedstawicieli inwestora, do 2012 roku miał być zrealizowany pierwszy etap budowy Siewierza Jeziornej, czyli powstanie ok. 60 tys. m kw. powierzchni mieszkaniowej. Oznaczałoby to powstanie pomiędzy 1,5 a 1,8 tys. jednostek – mieszkań i domów. Pierwsze lokale miały być gotowe na przełomie 2009 i 2010 roku. Do tego przed startem mistrzostw EURO 2012 miał powstać 40-pokojowy motel i 120-pokojowy hotel z kompleksem konferencyjnym. Plany te nie zostały zrealizowane. Budowa pierwszej kamienicy i kwartału ruszyła dopiero w czerwcu 2013 roku.

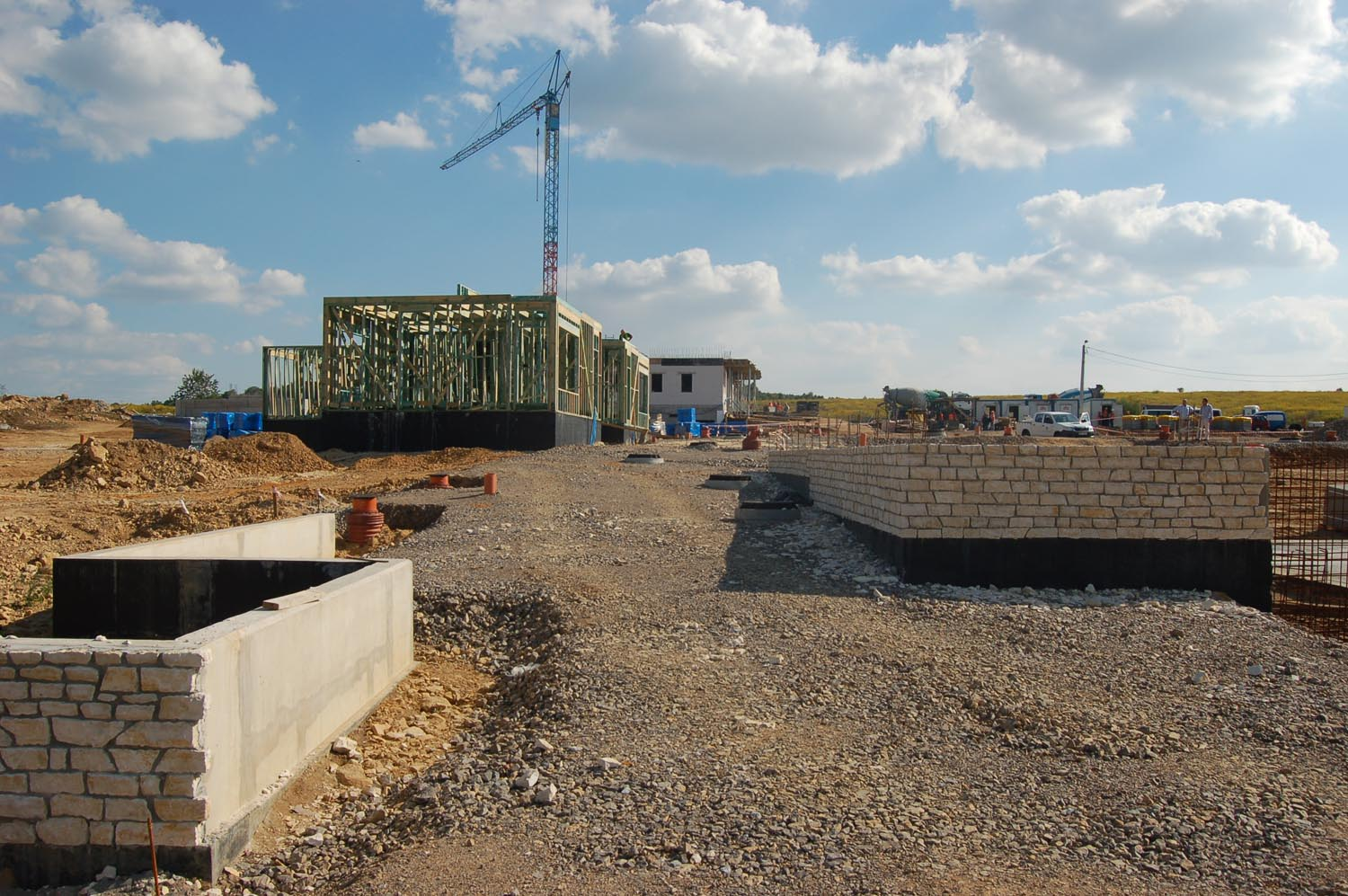
Budowa pierwszego kwartału

W 2009 r. do prac nad opracowaniem koncepcji Eko-Miasteczka Siewierz został zatrudniony David Pace, szef firmy „New Broad Street”, która była zaangażowana w proces realizacji miasteczek Baldwin Park i Celebration. Oba te projekty zostały oparte na zasadach zrównoważonego rozwoju.
W grudniu 2009 r. przedstawiciele Miasta i Gminy Siewierz zatwierdzili projekt miejskiego planu zagospodarowania przestrzennego dla pierwszego etapu realizacji projektu, czyli 67 hektarów. Rada Miejska Siewierz uchwaliła mpzp dla tego terenu 24 czerwca 2010 r.
Oficjalne otwarcie dzielnicy nastąpiło 31 maja 2014 roku.
21 listopada 2014 r. przyjęty został Kodeks Dobrego Sąsiedztwa Miasta Zrównoważonego Siewierz Jeziorna, który stanowi deklarację praw, zobowiązań, zaleceń i reguł dla mieszkańców oraz osób lub podmiotów korzystających z nieruchomości położonych na terenie Siewierzy Jeziornej. Celem wprowadzenia tego kodeksu jest:
- dbałość o zapewnienie i zachowanie wysokiej jakości życia,
- wyjście naprzeciw wspólnym interesom mieszkańców,
- zapewnienie estetycznego i eleganckiego wyglądu miasta
- dbałość o poszanowanie środowiska,
- stworzenie poczucia wspólnoty wśród mieszkańców.

Nad realizacją Kodeksu Dobrego Sąsiedztwa ma czuwać specjalnie do tego powołane Stowarzyszenie Mieszkańców.
Od czerwca 2008 r. na terenie dzielnicy obowiązuje kod architektoniczny opracowany przez Duany Plater-Zybert & Company Architects & Town Planners (DPZ Europe), który jest w istocie zbiorem zasad architektonicznych i urbanistycznych określających wygląd zewnętrzny Siewierza Jeziornej.

## Inspiracje
Inspiracją dla Siewierza Jeziornej są zasady Nowego Urbanizmu i idea zrównoważonego miasta. Generalną ideą takiego myślenia o mieście jest powrót do tradycyjnie postrzeganej koncepcji miasta - opartej na układzie przestrzennym z centralnie zlokalizowanym rynkiem (albo placem centralnym).

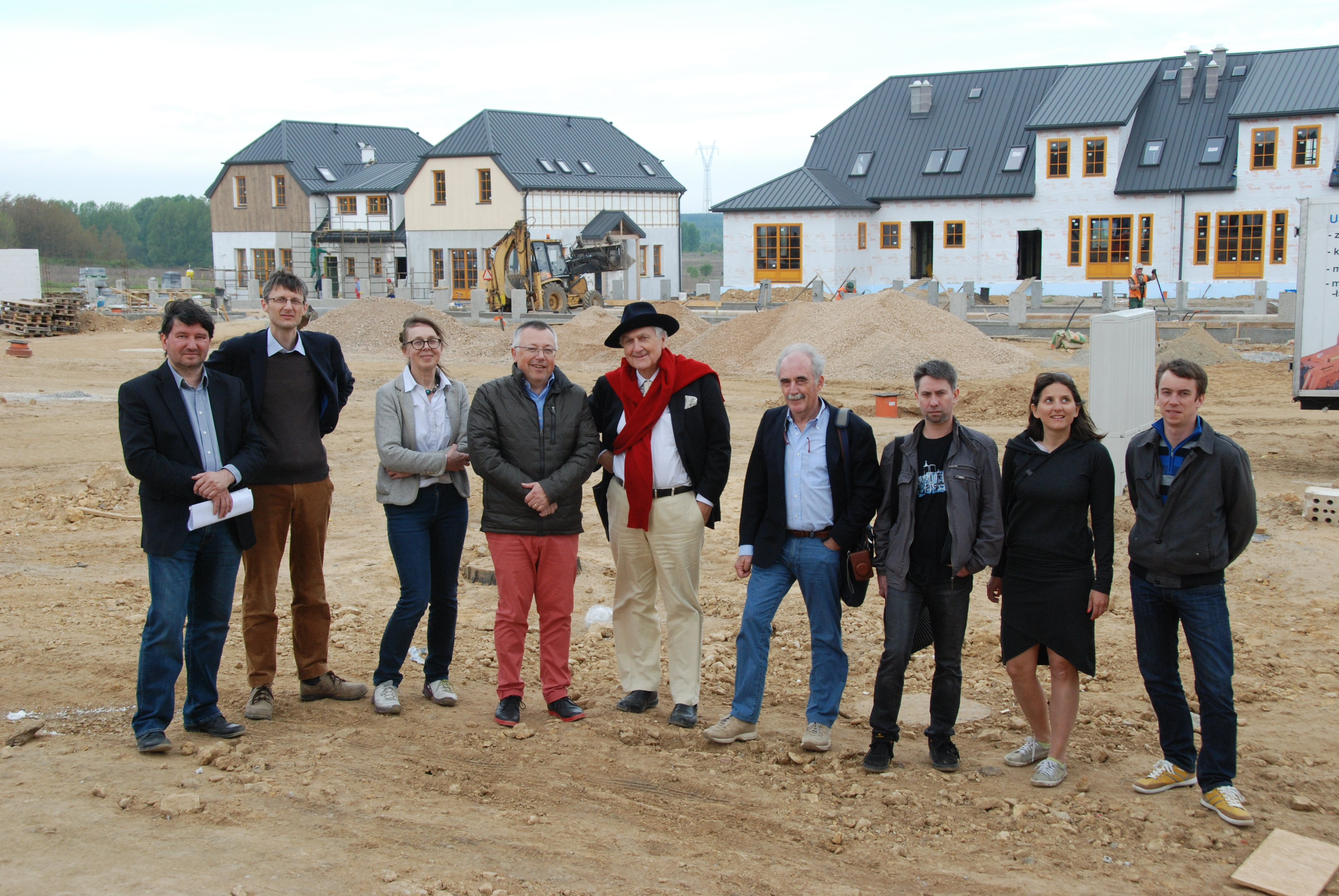
Wizyta Léona Kriera na budowie Siewierza Jeziornej

Zasady nowej urbanistyki zakładają m.in. tworzenie przyjaznych przestrzeni publicznych o multifunkcjonalnym przeznaczeniu. Przestrzenie te mają być przyjazne dla mieszkańców w każdym wieku i kondycji. Powinny też być tak zaprojektowane, aby promować zdrowy tryb życia i myślenie proekologiczne. Zasady te koncentrują się również na zrównoważonym wykorzystaniu środowiska naturalnego poprzez ograniczanie zużycia energii, oszczędność zasobów (takich jak woda) czy wykorzystanie walorów naturalnych zastanego terenu. Istotne jest także przygotowanie planu zagospodarowania dopuszczającego mieszanie się funkcji i zabudowy.
Zrównoważone miasta, zgodne z Kartą Nowej Urbanistyki, powstają na całym świecie. W USA należą do nich m.in. takie ośrodki jak Seaside, Baldwin Park, czy też Celebration. W Europie tego typu eko-osiedla i całe ośrodki miejskie można odwiedzić w Hammarby Sjostad (dzielnica Sztokholmu), Kirchsteigfeld w Poczdamie czy w Vauban w Niemczech.
Bardzo ważną inspiracją dla Siewierza Jeziornej jest również inwestycja w Poundbury w Wielkiej Brytanii. To nowe miasto leżące w hrabstwie Dorset powstaje z inicjatywy księcia Karola, który przedstawił swój plan w książce pt. "A Vision of Britain: A Personal View of Architecture" w 1989 roku.

## Kontrowersje
W trakcie realizacji inwestycji w Siewierzu Jeziornej, tuż przed wprowadzeniem się pierwszych mieszkańców, na łamach “Gazety Wyborczej” doszło do wymiany opinii na temat tego projektu. Dyskusja zaczęła się od artykułu “Jaskrawość będzie zakazana. Hałas też” Małgorzaty Goślińskiej z 28 listopada 2013. Autorka przyjmując formę antyutopii przekonywała, że ta koncepcja miasta w ogóle się nie przyjmie, a mieszkańcy będą mieli zakaz jakiegokolwiek modyfikowania wyglądu swoich domów i otaczających go przestrzeni. Tak sformułowaną krytykę poparł socjolog miasta, profesor Bohdan Jałowiecki, który w rozmowie z Goślińską zwrócił uwagę, że budowanie miasta od podstaw to “pomysł z piekła rodem”, a projekt się nie przyjmie “z przyczyn kulturowych”.

Ład jest ważny, ale w Polsce musi wynikać z potrzeby ludzi. U nas panuje dowolność. Nie ma szacunku dla tego, co jest nakazane. Widać to choćby w ruchu drogowym. Ludzie będą się buntować.

Na tak zdefiniowane argumenty odpowiedzieli na łamach Gazety Wyborczej m.in. urbanistka i architekt, profesor Magdalena Staniszkis, Grzegorz A. Buczek (ówczesny wiceprezes Towarzystwa Urbanistów Polskich) oraz prof. Sławomir Gzell z Politechniki Warszawskiej. W swoich tekstach nie tylko zwracali uwagę na słabość argumentów Goślińskiej i Jałowieckiego, ale także ich potencjalną szkodliwość dla rozwoju miast w Polsce.

Nie podzielam obaw autorki artykułu, natomiast jestem poważnie zaniepokojona wskazaniami dla rozwoju polskich miast, a w zasadzie stwierdzeniem, że współczesny kryzys w zagospodarowywaniu przestrzeni, doktryna swobody budowlanej i dowolności budowania bez zasad jest w Polsce kulturowo uzasadniona.

ALTA była obecna na IV Kongresie Urbanistyki Polskiej w Lublinie w 2012 r., prezentowała Jeziornę i zebrała wiele słów uznania. A proszę pamiętać, że my, urbaniści doświadczeni (w każdym znaczeniu tego słowa), nie jesteśmy skłonni do rozdawania pochwał bez przyczyny.

## Realizacja idei zrównoważenia
Inwestor przygotował Deklarację Zrównoważonego Rozwoju dla Siewierza Jeziornej, która określa szereg zobowiązań związanych z dalszą realizacją projektu. Według Deklaracji Siewierz Jeziorna ma być dzielnicą czystą i zdrową; zieloną i przyjazną; efektywną; oraz dobrze zarządzaną.

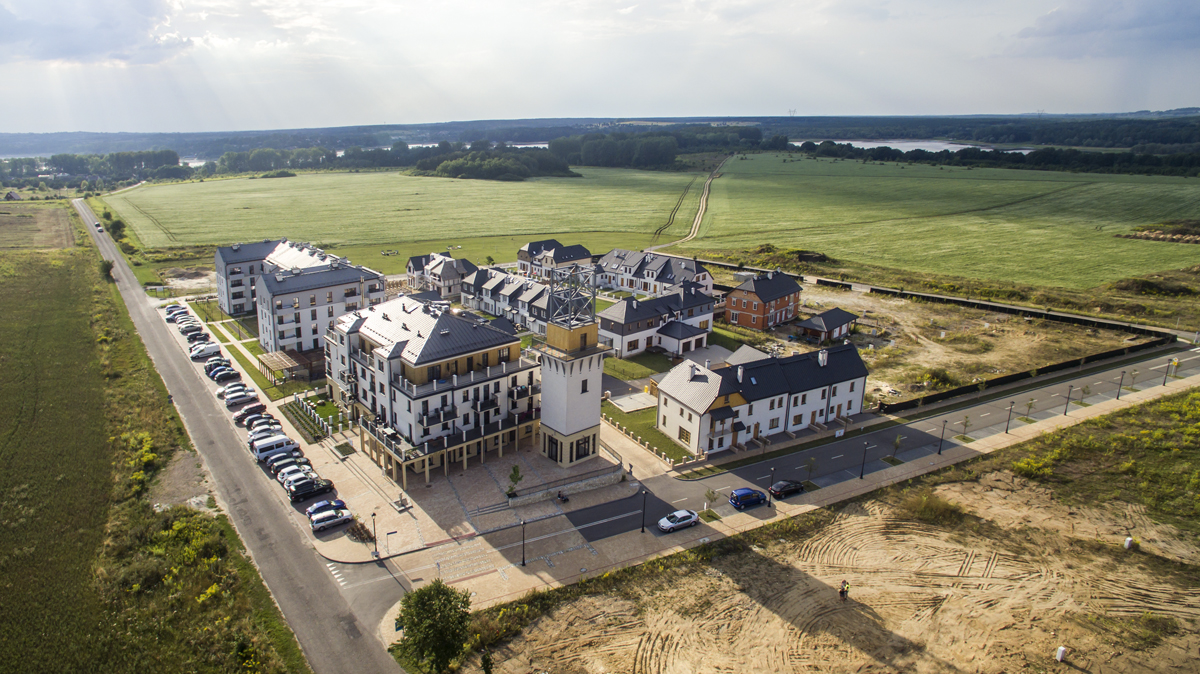
Stan budowy Siewierza Jeziornej na lato 2017 roku